# Паласио де лос Депортес (Мексико)
Паласио де лос Депортес (на испански: Palacio de los Deportes – Дворец на спортовете) е спортна арена, намираща се в град Мексико, столицата на Мексико.
В наши дни се използва за концерти, конгреси, изложения. В периода 1976 – 1987 г. е иползвана за кориди.
Построено за XIX летни олимпийски игри от архитектите Феликс Кандела, Антонио Пейри, Енрике Кастаняеда Тамборей, съоръжението е част от спортния комплекс „Магдалена Миксуйка“.
Има капацитет до 17 800 зрители за спортни събития. Намира се на алея „Рио Чурубуско“ в спортния град Магдалена Миксуйка.